# گسل دنا
گسل دنا از گسل‌های اصلی کمربند چین‌خورده و رانده زاگرس است که با راستای شمال‌غربی–جنوب‌شرقی و شیب به سمت شرق شمال‌شرقی و طول بیش از ۱۰۰ کیلومتر، طرفین خود را به دو بخش با ویژگی‌های زمین‌ساختی، لرزه‌زمین‌ساختی و ریخت‌شناسی متفاوت تقسیم کرده‌است. این گسل در بخش‌های شمال غربی سی‌سخت و غرب سمیرم، با راستای شمالی – جنوبی و طول نزدیک به ۵۲ کیلومتر و درمنطقه سی‌سخت – یاسوج، هم‌راستا با روند کوه‌های زاگرس (شمال‌غربی – جنوب‌شرقی) و طول ۸۰ کیلومتر، دامنه جنوب‌غربی رشته‌کوه دنا را تحت تأثیر قرار داده‌است.
گسل دنا مرز پهنه زاگرس بلند و زاگرس چین‌خورده را تشکیل می‌دهد. این گسیختگی با راستای شمالی – جنوبی، از نوع گسل‌های پی‌سنگی عرضی با سازوکار امتداد لغز راست‌گرد همراه با راندگی است، به گونه‌ای که سبب انحراف اثر محوری و خمیدگی ساختمان‌های چین‌خورده و راندگی واحدهای دیرینه‌زیستی بر واحدهای نوزیستی و کواترنری گردیده‌است و چندین گنبد نمکی در امتداد این گسل برونزد دارند.
این گسل تا منطقه سپیدان در استان فارس با راستای شمالی – جنوبی امتداد دارد و بی‌هنجاری‌های ساختاری، تغییرات شدید شیب لایه‌ها همراه با واژگونی پهلوی جنوب غربی تاقدیس‌ها از شواهد این پهنه گسلی است.
گسل دنا یکی از شکستگی‌های اصلی در پی‌سنگ کامبرین زاگرس است که با فعالیت‌های بعدی خود، در مواردی بر رسوبات زاگرس تأثیر گذاشته‌است؛ بدین‌سان که رسوبات زاگرس را در مناطقی قطع و در مناطقی باعث پیچش و تغییر راستای این رسوبات و ساختارهای آن‌ها شده‌است. اطلاعات ژئوفیزیک هوایی مغناطیسی، بخش جنوبی گسل دنا را به‌صورت دوشاخه نشان می‌دهد. یکی از شاخه‌ها به سمت جنوب رفته و در امتداد گسل کازرون قرار می‌گیرد و شاخه دیگر به سمت جنوب‌شرقی و شیراز می‌رود. پهنه گسلی دنا در انتهای شمالی خود یعنی جایی که به گسل بزرگ زاگرس نزدیک می‌شود نیز شاخه‌شاخه شده و به سمت شمال‌غربی متمایل می‌شود. از ویژگی‌های مهم زمین‌شناسی گسل دنا، بیرون‌زدگی چند گنبد نمکی در درازای آن است. در مسیر این گسل، در بخش غربی کوه دنا، سازندهای زاگون و لالون (کامبرین) بر روی سنگ‌های کرتاسه رانده شده‌اند. در گستره شمال کوه دنا، در دامنه غربی کوه دره‌بادامی و کوه کمانه، سنگ‌های کرتاسه بر روی دشت یا سازند بختیاری (پلیوسن) رانده شده‌اند.